# Ручейна минога
Ручейната минога (Lampetra planeri) е вид безчелюстна риба от семейство Миногови (Petromyzontidae). Видът не е застрашен от изчезване.

## Разпространение и местообитание
Разпространен е в Австрия, Андора, Беларус, Белгия, Великобритания, Германия, Дания, Естония, Ирландия, Испания, Италия, Латвия, Литва, Лихтенщайн, Люксембург, Нидерландия, Норвегия, Полша, Португалия, Румъния, Русия, Словакия, Украйна, Унгария, Финландия, Франция, Чехия, Швейцария и Швеция.
Обитава крайбрежията и пясъчните дъна на сладководни басейни, морета, реки и потоци.

## Описание
На дължина достигат до 20 cm.
Продължителността им на живот е около 7 години.